# Nicaragua ai Giochi della XXXII Olimpiade
Il Nicaragua ha partecipato ai Giochi della XXXII Olimpiade, che si sono svolti a Tokyo, Giappone, dal 23 luglio all'8 agosto 2021 (inizialmente previsti dal 24 luglio al 9 agosto 2020 ma posticipati per la pandemia di COVID-19) con 8 atleti, 4 uomini e 4 donne.

## Delegazione
| Sport             | Uomini | Donne | Totale |
| ----------------- | ------ | ----- | ------ |
| Atletica leggera  | 1      | -     | 1      |
| Canottaggio       | 1      | 1     | 1      |
| Judo              | -      | 1     | 1      |
| Nuoto             | 1      | 1     | 2      |
| Sollevamento pesi | -      | 1     | 1      |
| Tiro              | 1      | -     | 1      |
| Totale            | 4      | 4     | 8      |

## Risultati

### Atletica leggera
Uomini
Eventi su pista e strada
| Atleta                | Evento | Batteria  | Batteria  | Semifinale | Semifinale | Finale          | Finale          |
| Atleta                | Evento | Risultato | Posizione | Risultato  | Posizione  | Risultato       | Posizione       |
| --------------------- | ------ | --------- | --------- | ---------- | ---------- | --------------- | --------------- |
| Yeykell Eliuth Romero | 100 m  | 10"62     | 3ª Q      | 10"70      | 8ª         | Non qualificato | Non qualificato |

### Canottaggio
| FA   | Qualificato in finale A (per le medaglie)     |
| FB   | Qualificato in finale B (non per le medaglie) |
| FC   | Qualificato in finale C (non per le medaglie) |
| FD   | Qualificato in finale D (non per le medaglie) |
| FE   | Qualificato in finale E (non per le medaglie) |
| FF   | Qualificato in finale F (non per le medaglie) |
| SA/B | Semifinali A/B                                |
| SC/D | Semifinali C/D                                |
| SE/F | Semifinali E/F                                |
| QF   | Qualificato ai quarti di finale               |
| R    | Ripescaggio                                   |

| Atleta            | Evento            | Batteria | Batteria | Ripescaggio | Ripescaggio | Quarti | Quarti | Semifinale | Semifinale | Finale  | Finale |
| Atleta            | Evento            | Tempo    | Pos.     | Tempo       | Pos.        | Tempo  | Pos.   | Tempo      | Pos.       | Tempo   | Pos.   |
| ----------------- | ----------------- | -------- | -------- | ----------- | ----------- | ------ | ------ | ---------- | ---------- | ------- | ------ |
| Felix Potoy       | Singolo maschile  | 7'32"54  | 4º R     | 7'44"52     | 3º SE/F     | N.D.   | N.D.   | 7'45"02    | 1º FE      | 7'28"00 | 26º    |
| Evidelia González | Singolo femminile | 8'25"18  | 4ª Q     | 8'37"55     | 3ª SE/F     | N.D.   | N.D.   | 8'36"99    | 1ª FE      | 8'10"37 | 27ª    |

### Nuoto
| Atleta            | Evento                       | Batterie | Batterie  | Semifinali      | Semifinali      | Finale          | Finale          |
| Atleta            | Evento                       | Tempo    | Posizione | Tempo           | Posizione       | Tempo           | Posizione       |
| ----------------- | ---------------------------- | -------- | --------- | --------------- | --------------- | --------------- | --------------- |
| Miguel Mena       | 100 m stile libero maschili  | 51"99    | 55º       | Non qualificato | Non qualificato | Non qualificato | Non qualificato |
| Maria Schutzmeier | 100 m stile libero femminili | 57"94    | 43ª       | Non qualificata | Non qualificata | Non qualificata | Non qualificata |

### Sollevamento pesi
| Atleta       | Evento          | Strappo   | Strappo    | Slancio   | Slancio    | Totale | Classifica |
| Atleta       | Evento          | Risultato | Classifica | Risultato | Classifica | Totale | Classifica |
| ------------ | --------------- | --------- | ---------- | --------- | ---------- | ------ | ---------- |
| Sema Ludrick | 64 kg femminile | 87        | 13ª        | 115       | 11ª        | 202    | 12ª        |

### Tiro a segno/volo
| Atleta          | Evento                               | Qualificazione | Qualificazione | Finale          | Finale          |
| Atleta          | Evento                               | Punteggio      | Classifica     | Punteggio       | Classifica      |
| --------------- | ------------------------------------ | -------------- | -------------- | --------------- | --------------- |
| Edwin Barberena | Pistola 10 m aria compressa maschile | 554            | 36º            | Non qualificato | Non qualificato |